# Is This Tomorrow
Is This Tomorrow: America Under Communism! – amerykański propagandowy komiks o charakterze antykomunistycznym, opublikowany w 1947 roku przez katolickie stowarzyszenie Catechetical Guild Educational Society z Saint Paul w stanie Minnesota.

## Opis
Deklarowanym celem komiksu było „zmusić do myślenia!” o rzekomych 85 000 członków Komunistycznej Partii USA oraz innych, którzy służą jako „zdyscyplinowana piąta kolumna Kremla”, pracując „dzień i noc – przygotowując grunt pod obalenie WASZEGO RZĄDU!” i sprowadzenie Amerykanów do „komunistycznej niewoli”. Na pięćdziesięciu stronach komiksu opisano zamach stanu w Stanach Zjednoczonych, kierowany przez łatwowiernego amerykańskiego polityka (który spala Biblię i umiera tuż przed dojściem komunistów do władzy), wspieranego przez komunistów, którzy zinfiltrowali wysokie szczeble rządu USA, a któremu przeciwstawiają się uzbrojeni Amerykanie-katolicy (którzy nie zdołali ich powstrzymać). Na ostatniej stronie komiksu wzywa się czytelników do „walki z komunizmem za pomocą – Dziesięciu Przykazań Obywatela”.
W komiksie znajdują się jedne z pierwszych opublikowanych rysunków komiksowych autorstwa Charlesa Schulza, twórcy Fistaszków.

## Kontrowersje
Komiks po premierze okazał się kontrowersyjny. Cenzura w Detroit zakazała go ze względu na przemoc, ale wycofała się, gdy grupa księży katolickich planowała go rozpowszechniać.

## Odniesienia
W styczniu 1948 roku amerykański pieśniarz Woody Guthrie napisał artykuł do czasopisma o komiksie zatytułowany „Comics that ain’t funny”, który nie został opublikowany. Okładka komiksu stanowi podstawę okładki książki z 2001 roku Red Scared!: The Commie Menace in Propaganda and Popular Culture. „Commie Plot Comics”, komiks będący satyrą na Is This Tomorrow i podobne dzieła, został opublikowany w czasopiśmie National Lampoon w 1972 roku. Komiks Is This Tomorrow ukazuje się w druku od lat zerowych XXI wieku.